# Maxym Jvorost
Maxym Volodmyrovych Jvorost –en ucraniano, Максим Володимирович Хворост– (Járkov, 15 de julio de 1982) es un deportista ucraniano que compite en esgrima, especialista en la modalidad de espada.
Ganó cuatro medallas en el Campeonato Mundial de Esgrima entre los años 2003 y 2015, y siete medallas en el Campeonato Europeo de Esgrima entre los años 2001 y 2017.
Participó en tres Juegos Olímpicos de Verano, ocupando el quinto lugar en Atenas 2004, el séptimo en Pekín 2008 y el cuarto en Río de Janeiro 2016, en las tres ocasiones en la prueba por equipos.

## Palmarés internacional
| Campeonato Mundial | Campeonato Mundial     | Campeonato Mundial | Campeonato Mundial |
| Año                | Lugar                  | Medalla            | Prueba             |
| ------------------ | ---------------------- | ------------------ | ------------------ |
| 2003               | La Habana (Cuba)       | Medalla de plata   | Espada individual  |
| 2005               | Leipzig (Alemania)     | Medalla de bronce  | Espada por equipos |
| 2006               | Turín (Italia)         | Medalla de bronce  | Espada por equipos |
| 2015               | Moscú (Rusia)          | Medalla de oro     | Espada por equipos |
| Campeonato Europeo |                        |                    |                    |
| Año                | Lugar                  | Medalla            | Prueba             |
| 2001               | Coblenza (Alemania)    | Medalla de oro     | Espada por equipos |
| 2002               | Moscú (Rusia)          | Medalla de bronce  | Espada por equipos |
| 2005               | Zalaegerszeg (Hungría) | Medalla de plata   | Espada por equipos |
| 2010               | Leipzig (Alemania)     | Medalla de plata   | Espada por equipos |
| 2012               | Legnano (Italia)       | Medalla de bronce  | Espada por equipos |
| 2016               | Toruń (Polonia)        | Medalla de bronce  | Espada por equipos |
| 2017               | Tiflis (Georgia)       | Medalla de plata   | Espada por equipos |